# Otto II van Beieren
Otto II van Beieren (Kelheim, 7 april 1206 - Landshut, 29 november 1253) was van 1231 tot 1253 hertog van Beieren en paltsgraaf aan de Rijn. Hij behoorde tot het huis Wittelsbach.

## Levensloop
Otto II was de zoon van hertog Lodewijk de Kelheimer van Beieren en Ludmilla van Bohemen, dochter van hertog Frederik van Bohemen. In 1213, toen hij zes jaar oud was, werd hij door zijn vader uitgehuwelijkt aan Agnes van de Palts, dochter van Hendrik V van Brunswijk, tot in 1212 paltsgraaf aan de Rijn. Nadat zijn toekomstige schoonbroer, Hendrik VI van Brunswijk overleed, volgde zijn vader hem in 1214 op als paltsgraaf aan de Rijn, dat Otto II in leen van zijn vader kreeg.
Nadat zijn vader in 1231 vermoord werd, volgde Otto II hem op als paltsgraaf aan de Rijn en als hertog van Beieren. Onder zijn bewind kwamen de domeinen van de graven van Bogen (stad), Andechs en Ortenburg in handen van het hertogdom Beieren, omdat de plaatselijke dynastieën daar uitgestorven waren geraakt.
Na de dood van zijn vader had Otto II een jarenlang conflict met keizer Frederik II van het Heilig Roomse Rijk, die tot het huis Hohenstaufen behoorde. Na beiden zich in 1241 verzoenden, koos Otto II de zijde van het huis Hohenstaufen. Ook huwde hij zijn dochter Elisabeth uit aan de zoon van Frederik II, Koenraad IV. Omdat Frederik II echter in conflict was met paus Innocentius IV en Otto II door dit huwelijk een alliantie sloot met Frederik II, werd hij door de paus geëxcommuniceerd.
In 1253 overleed Otto II, waarna hij in de benedictijnenabdij van Scheyern begraven werd. 

## Huwelijk en nakomelingen
In mei 1222 trad Otto II in het huwelijk met Agnes van de Palts. Ze kregen volgende kinderen:
- Elisabeth (1227-1273), huwde in 1246 met Koenraad IV, Rooms-Duits koning en koning van Sicilië, en in 1258 met Meinhard II van Gorizia-Tirol, graaf van Gorizia-Tirol en hertog van Karinthië.
- Lodewijk II (1229-1294), hertog van Beieren (1253-1255) en na de verdeling hertog van Opper-Beieren (1255-1294).
- Hendrik XIII (1235-1290), hertog van Beieren (1253-1255) en na de verdeling hertog van Neder-Beieren (1255-1290).
- Sophia (1236-1289), huwde in 1258 met graaf Gebhard VI van Sulzbach-Hirschberg
- Agnes (1240-1306), werd zuster in het klooster Seligenthal

## Voorouders
| Voorouders van Otto II van Beieren (1206-1253) | Voorouders van Otto II van Beieren (1206-1253)                              | Voorouders van Otto II van Beieren (1206-1253)                              | Voorouders van Otto II van Beieren (1206-1253)                        | Voorouders van Otto II van Beieren (1206-1253)                        | Voorouders van Otto II van Beieren (1206-1253)                               | Voorouders van Otto II van Beieren (1206-1253)                               | Voorouders van Otto II van Beieren (1206-1253)                         | Voorouders van Otto II van Beieren (1206-1253)                         |
| ---------------------------------------------- | --------------------------------------------------------------------------- | --------------------------------------------------------------------------- | --------------------------------------------------------------------- | --------------------------------------------------------------------- | ---------------------------------------------------------------------------- | ---------------------------------------------------------------------------- | ---------------------------------------------------------------------- | ---------------------------------------------------------------------- |
| Overgrootouders                                | Otto IV van Wittelsbach (1090-1156) ∞ Heilika van Pettendorf (ca.1100-1170) | Otto IV van Wittelsbach (1090-1156) ∞ Heilika van Pettendorf (ca.1100-1170) | Lodewijk I van Loon (1107-1171) ∞ Agnes van Metz (1114-1175)          | Lodewijk I van Loon (1107-1171) ∞ Agnes van Metz (1114-1175)          | Wladislaus II van Bohemen (1110-1174) ∞ Gertrudis van Oostenrijk (1118-1150) | Wladislaus II van Bohemen (1110-1174) ∞ Gertrudis van Oostenrijk (1118-1150) | Géza II van Hongarije. (1130-1162) ∞ Euphrosina van Kiev (1130-1193)   | Géza II van Hongarije. (1130-1162) ∞ Euphrosina van Kiev (1130-1193)   |
| Grootouders                                    | Otto I van Beieren (1117-1183) ∞ Agnes van Loon (1150-1191)                 | Otto I van Beieren (1117-1183) ∞ Agnes van Loon (1150-1191)                 | Otto I van Beieren (1117-1183) ∞ Agnes van Loon (1150-1191)           | Otto I van Beieren (1117-1183) ∞ Agnes van Loon (1150-1191)           | Frederik van Bohemen (1142-1189) ∞ Elisabeth van Hongarije (1144-1189)       | Frederik van Bohemen (1142-1189) ∞ Elisabeth van Hongarije (1144-1189)       | Frederik van Bohemen (1142-1189) ∞ Elisabeth van Hongarije (1144-1189) | Frederik van Bohemen (1142-1189) ∞ Elisabeth van Hongarije (1144-1189) |
| Ouders                                         | Lodewijk de Kelheimer (1173-1231) ∞ Ludmilla van Bohemen ( 1170-1240)       | Lodewijk de Kelheimer (1173-1231) ∞ Ludmilla van Bohemen ( 1170-1240)       | Lodewijk de Kelheimer (1173-1231) ∞ Ludmilla van Bohemen ( 1170-1240) | Lodewijk de Kelheimer (1173-1231) ∞ Ludmilla van Bohemen ( 1170-1240) | Lodewijk de Kelheimer (1173-1231) ∞ Ludmilla van Bohemen ( 1170-1240)        | Lodewijk de Kelheimer (1173-1231) ∞ Ludmilla van Bohemen ( 1170-1240)        | Lodewijk de Kelheimer (1173-1231) ∞ Ludmilla van Bohemen ( 1170-1240)  | Lodewijk de Kelheimer (1173-1231) ∞ Ludmilla van Bohemen ( 1170-1240)  |